# Pino Donaggio
Pino Donaggio, właściwie Giuseppe Donaggio (ur. 24 listopada 1941 na wyspie Burano koło Wenecji) – włoski piosenkarz i kompozytor.

## Życiorys
Pino Donaggio, wychowany w rodzinie o tradycjach muzycznych, w wieku 10 lat rozpoczął naukę gry na skrzypcach w Konserwatorium Benedetto Marcello w Wenecji, a następnie kontynuował ją w Konserwatorium Giuseppe Verdiego w Mediolanie, pod kierunkiem dyrygenta Claudio Abbado. W drugiej poł. lat 50. pisał utwory dla innych wykonawców, a w 1959 „odkrył” rock and rolla, stanowiącego główną inspirację dla wielu wykonawców w tym okresie; wtedy też nagrał swoje pierwsze single.
W latach 1961, 1963 i w 1964 Pino Donaggio brał udział w Festiwalu w San Remo.
W 1965 roku na Festiwalu w San Remo zaśpiewał piosenkę „Io che non vivo (senza te)”, która wprawdzie nie odniosła sukcesu, ale stała się światowym przebojem (pod tytułem „You don't have to say you love me”), wykonywanym przez wielu artystów, w tym Dusty Springfield i Elvisa Presleya. Ogółem na świecie sprzedano ok. 60 milionów kopii tego przeboju.
Inne sukcesy piosenkarza to: „Come sinfonia” (1961), „Giovane giovane” (1963) i „Una casa in cima al mondo” (1966) – wszystkie prezentowane na Festiwalu w San Remo.
Pino Donaggio występował jeszcze na kolejnych festiwalach w San Remo, jednak bez większych sukcesów.
W 1973 udanie zadebiutował w kinematografii jako kompozytor muzyki filmowej pisząc ścieżkę dźwiękową do filmu Don't Look Now (Nie oglądaj się teraz), brytyjskiego reżysera Nicolasa Roega. W 1975 i 1976 napisał muzykę filmową do dwóch filmów rodzimego reżysera Marcello Aliprandiego: Corruzione al palazzo di giustizia i Un sussurro nel buio. 
Muzyka okazała się na tyle udana, że Pino Donaggio został zauważony przez amerykańskiego reżysera Briana De Palmę i otrzymał propozycję napisania muzyki do horroru Carrie z 1976. Muzyka okazała się sukcesem, a Pino Donaggio otworzył sobie nią drogę do kariery wziętego kompozytora muzyki filmowej.
Zasłynął jako kompozytor muzyki filmowej, zwłaszcza do kolejnych filmów Briana De Palmy: Rodzinka na ekranie (Home Movies, 1979), W przebraniu mordercy (Dressed to Kill, 1980), Wybuch (Blow Out, 1981), Świadek mimo woli (Body Double, 1984) i Mój brat Kain (Raising Cain, 1992) oraz horroru Dona Manciniego Laleczka Chucky 5: Następne pokolenie (Seed of Chucky, 2004). Łącznie napisał ścieżkę dźwiękową do ponad 160 filmów kinowych i telewizyjnych.

## Udział Pino Donaggio w Festiwalu w San Remo
- 1961 „Come sinfonia” (6. miejsce, śpiewana w parze z Teddy Reno)
- 1963 „Giovane giovane” (3. miejsce, śpiewana w parze z Cocky Mazzetti)
- 1964 „Motivo d'amore” (miejsce 4-12, śpiewana w parze z Frankie Avalonem)
- 1965 „Io che non vivo (senza te)” (miejsce 4-12, śpiewana w parze z Jody Miller)
- 1966 „Una casa in cima al mondo” (4. miejsce, śpiewana w parze z Claudio Villą)
- 1967 „Io per amore” (11. miejsce, śpiewana w parze z Carmen Villani)
- 1968 „Le solite cose” (poza finałem, śpiewana w parze z Timi Yuro)
- 1970 „Che effetto mi fa” (poza finałem, śpiewana w parze z Sandie Shaw)
- 1971 „L'ultimo romantico” (11. miejsce, śpiewana w parze z Peppino di Capri)
- 1972 „Ci sono giorni” (poza finałem, śpiewana samodzielnie)

## Dyskografia

### Albumy
- 1962 – Pino Donaggio[3]
- 1964 – Motivo d'amore[3]
- 1965 – Pino Donaggio[3]
- 1970 – Come sinfonia[3]
- 1971 – L'ultimo romantico[3]
- 1971 – Immagini d'amore[3]
- 1973 – È difficile... ma non impossibile... vivere insieme[3]
- 1976 – Certe volte.....[3]
- 1979 – Foto ricordo[3]
- 1984 – Pino donaggio[3]

### Single
- 1959 – „Ho paura”/„La notte verrà”
- 1959 – „Angelica”/„La notte verrà”
- 1960 – „Dormi fra le mie braccia”/„No, no, mai”
- 1960 – „Mi piace vivere così”/„Sulla verde terra”
- 1960 – „Sera d'inverno”/„Quello che tu pensi”
- 1960 – „Piano”/„Ho paura”
- 1961 – „Io amo tu ami”/„Come sinfonia”
- 1961 – „Come sinfonia”/„Il cane di stoffa”
- 1961 – „Tu sai”/„Villaggio sul fiume”
- 1961 – „Pera matura”/„Benvenuti a Venezia”
- 1961 – „Il mio sotterraneo”/„Oggi... niente scuola!”
- 1962 – „Scusa tanto”/„A Saint Tropez”
- 1962 – „La ragazza col maglione”/„La pelissa de vison”
- 1962 – „Vestito di sacco”/„Madison tra gli angeli”
- 1962 – „Archimede pitagorico”/„Oggi niente scuola”
- 1963 – „Giovane giovane”/„Una casa d'argento”
- 1963 – „Il domani è nostro”/„Solo nel mondo”
- 1963 – „La scaletta”/„Un'isola per gli innamorati”
- 1963 – „Bimba, mai piangerai”/„Eta beta”
- 1964 – „Motivo d'amore”/„In guerra con tutti”
- 1964 – „Quando è sera”/„Non vado a quella festa”
- 1964 – „Capirai”/„Un chiodo fisso”
- 1965 – „Io che non vivo (senza te)”/„Il mondo di notte”
- 1965 – „Sono nato con te”/„L'ultima telefonata”
- 1965 – „Pensa solo a me”/„Sulla sabbia”
- 1965 – „Un amore”/„Si chiama Maria”
- 1966 – „Una casa In cima al mondo”/„Non ne ho colpa”
- 1966 – „Io mi domando”/„Svegliati amore”
- 1966 – „Cieli di cartone”/„Quando il sole chiude gli occhi”
- 1967 – „Io per amore”/„Un angelo vivo”
- 1967 – „Un brivido di freddo”/„Calma, ragazzo”
- 1967 – „Gianni”/„Ripensaci”
- 1968 – „Le solite cose”/„La domenica sera”
- 1968 – „Il sole della notte”/„Dove vai quando dormi”
- 1968 – „Non domandarti”/„Vent'anni questa sera”
- 1969 – „Una donna”/„Perdutamente”
- 1969 – „Un'ombra bianca”/„Era piena estate”
- 1970 – „Che effetto mi fa”/„Tu mi dici sempre dove vai”
- 1970 – „Lei piangeva”/„Musica tra gli alberi”
- 1970 – „Concerto per venezia”/„Siamo andati oltre”
- 1971 – „L'ultimo romantico”/„Grand'uomo”
- 1971 – „Pero anoche en la playa”/„Un'immagine d'amore”
- 1972 – „Ci sono giorni”/„Come un girasole”
- 1972 – „Perché questo un uomo non lo fa?”/„Un incontro casuale”
- 1973 – „La voglia di vivere”/„Per amore”
- 1974 – „Donna d'estate”/„Grande come una spanna”
- 1976 – „Certe volte a Venezia”/„L'equilibrista”

### EP-ki
- 1960 – „Dormi fra le mie braccia”
- 1961 – „Come sinfonia”
- 1961 – „Il mio sotterraneo”
- 1962 – „La ragazza col maglione”